# Tipula lyrion
Tipula lyrion är en tvåvingeart som beskrevs av Günther Theischinger 1987. Tipula lyrion ingår i släktet Tipula och familjen storharkrankar. Inga underarter finns listade i Catalogue of Life.